# Takeshi Matsumori
Takeshi Matsumori (松森 健, Matsumori Takeshi, parfois transcrit en Ken Matsumori), né le 12 avril 1928 et mort en décembre 2016, est un réalisateur japonais.

## Biographie
Takeshi Matsumori fait ses études à l'université Keiō. Il a réalisé 11 films entre 1966 et 1971.

## Filmographie
- 1966 : Kore ga seishun da! (これが青春だ！?)
- 1967 : Botchan shain : Seishun wa ore no mono da ! (坊ちゃん社員 青春は俺のものだ！?)
- 1967 : Botchan shain : Seishun de tsuppashire ! (坊ちゃん社員 青春でつっ走れ！?)
- 1967 : Dekkai taiyō (でっかい太陽?)
- 1967 : Moero! Taiyō (燃えろ！太陽?)
- 1968 : Kuso tengoku (空想天国?)
- 1968 : Moero! Seishun (燃えろ！青春?)
- 1969 : Musume zakari (娘ざかり?)
- 1970 : Batsugun joshikōsei : 16 sai wa kanjichau (バツグン女子高生 １６才は感じちゃう?)
- 1970 : Batsugun joshikōsei : Sotto shitoite 16 sai (バツグン女子高生 そっとしといて１６才?)
- 1971 : Futari dake no asa (二人だけの朝?)